# Pozłotka (owady)
Pozłotka (Callicera) – rodzaj muchówek z rodziny bzygowatych i podrodziny Eristalinae. Występuje w krainach: nearktycznej, palearktycznej i indomalajskiej części krainy orientalnej. Związany z lasami pierwotnymi. Larwy należą do saproksylofagicznych lignifili i rozwijają się w zalanych próchnowiskach i dziuplach. Owady dorosłe żerują na nektarze i upodobnione są do pszczół.

## Morfologia
Muchówki o przeciętnych rozmiarach i przysadzistym ciele, ubarwieniem i pokrojem upodobnione do pszczół. Głowę mają stosunkowo małą, o szerokiej i nieco wysuniętej ku dołowi twarzy, pośrodku zaopatrzonej w nieduży wzgórek twarzowy. Czułki są silnie wydłużone, a pierwszy człon ich biczyka ma aristę osadzoną szczytowo. Samce są holoptyczne, a samice dychoptyczne. Ponadto samce mają silnie owłosione oczy złożone, podczas gdy u samic często są one zupełnie bezwłose. Tułów ma metalicznie połyskujący i ciemno ubarwiony oskórek porośnięty długim owłosieniem. Przyciemnienie skrzydeł jest szczególnie widoczne przy ich przednim brzegu. Ich użyłkowanie cechuje się położeniem żyłki poprzecznej radialno-medialnej na wysokości przedniej połowy drugiej komórki medialnej. Jedyną modyfikacją odnóży są skrócone stopy przedniej ich pary. Odwłok ma owalny zarys, ciemno ubarwiony oskórek i długie owłosienie.

## Ekologia i występowanie
Owady te zasiedlają głównie lasy pierwotne i mają bardzo wąskie wymagania siedliskowe. Larwy są saproksyliczne. Należą do saproksylofagicznych lignifili ściśle związanych z fitotelmami. Rozwijają się w próchnowiskach i dziuplach położonych wysoko na starych drzewach i pozostających przez wiele lat zalanych wodą lub silnie zawilgoconych (rozwój larwy jest wieloletni). Są dobrymi biowskaźnikami lasów naturalnych. Nawet w lasach o bogatym starodrzewiu sanitarna wycinka obumierających i martwych drzew z fitotelami całkowicie eliminuje pozłotki. Owady dorosłe również zaliczają się do arborikoli, jednak pojawiają się na przecinkach, leśnych duktach i ścieżkach czy śródleśnych łąkach, gdzie zniżają lot, m.in. celem żerowania na nektarze kwiatów. Niektóre gatunki wykazują w tym względzie specjalizację, np. C. spinolae w stosunku do kwiatów bluszczu pospolitego.
Rodzaj ten rozprzestrzeniony jest w krainach: nearktycznej, palearktycznej i indomalajskiej części krainy orientalnej. W Palearktyce stwierdzono 12 gatunków, z których w Europie występuje sześć. W Polsce stwierdzono dwa gatunki – C. aenea i C. rufa, pierwszy umieszczony został na Czerwonej liście zwierząt ginących i zagrożonych w Polsce ze statusem gatunku bliskiego zagrożenia (NT), natomiast drugi widziany był w Polsce zaledwie dwa razy, w tym raz w XIX wieku.
Większość gatunków europejskich związana jest z pierwotnymi lasami z udziałem starych dębów i buków, jednak C. rufa związana jest z pierwotnymi starodrzewiami sosnowymi. Wszystkie są rzadko spotykane.

## Taksonomia
Rodzaj ten wprowadzony został w 1809 roku przez Georga Wolfganga Franza Panzera. Należą do niego m.in.:
- Callicera aenea (Fabricius, 1781) – pozłotka dziuplówka
- Callicera aurata Rossi, 1790
- Callicera christiani Ghorpade, 1982
- Callicera duncani Curran, 1935
- Callicera erratica (Walker, 1849)
- Callicera exigua Smit, 2014
- Callicera fagesii Guérin-Méneville, 1844
- Callicera macquarti Rondani, 1844
- Callicera montensis Snow, 1892
- Callicera robusta Coe, 1964
- Callicera rohdendorfi Zimina, 1982
- Callicera rufa Schummel, 1842
- Callicera scintilla Smit, 2014
- Callicera spinolae Rondani, 1844
- Callicera zhelochovtsevi Zimina, 1982